# Asmeringa namibia
Asmeringa namibia är en tvåvingeart som beskrevs av Wayne N. Mathis 2001. Asmeringa namibia ingår i släktet Asmeringa och familjen vattenflugor.
Artens utbredningsområde är Namibia. Inga underarter finns listade i Catalogue of Life.